# Long Island City-Court Square (Crosstown Line)
Long Island City-Court Square is een station van de metro van New York aan de Crosstown Line in de wijk Long Island City van de borough Queens. Lijn  maakt gebruik van dit station.
 ·  ·  ·  ·  ·  ·  ·  ·  · 